# Бони и Клайд
Вижте пояснителната страница за други значения на Бони и Клайд.
Бони Елизабет Паркър (на английски: Bonnie Elizabeth Parker, 1 октомври 1910 г. – 23 май 1934 г.) и Клайд Честнът Бароу (на английски: Clyde Chestnut Barrow, 24 март 1909 г. – 23 май 1934 г.) са американски престъпници, пътували из САЩ с бандата си по времето на Голямата депресия, грабейки и убивайки хора. Понякога бандата е включвала по-големият брат на Клайд, както и жена му. Добиват известност с 12 обира на банки, въпреки че са предпочитали да грабят малки магазинчета и бензиностанции. Групата е убила поне 9 полицаи и няколко цивилни. Двойката е нападната и убита от засада от полицейски служители близо до градчето Сейлис, Луизиана.